# La Espero

La Espero (Speranța) este imnul mișcării Esperanto și a fost creat de L. L. Zamenhof (1859–1917), inventatorul limbii. 
| En la mondon venis nova sento, tra la mondo iras forta voko; per flugiloj de facila vento nun de loko flugu ĝi al loko. Ne al glavo sangon soifanta ĝi la homan tiras familion: al la mond' eterne militanta ĝi promesas sanktan harmonion. Sub la sankta signo de l' espero kolektiĝas pacaj batalantoj, kaj rapide kreskas la afero per laboro de la esperantoj. Forte staras muroj de miljaroj inter la popoloj dividitaj; sed dissaltos la obstinaj baroj, per la sankta amo disbatitaj. Sur neŭtrala lingva fundamento, komprenante unu la alian, la popoloj faros en konsento unu grandan rondon familian. Nia diligenta kolegaro en laboro paca ne laciĝos, ĝis la bela sonĝo de l' homaro por eterna ben' efektiviĝos. | A venit în lume un nou simțământ, un nou apel străbate lumea; pe aripi de vânt lejer să zboare acum din loc în loc. Nu către spada însetată de sânge el atrage familia umană: lumii veșnic războinice îi promite o armonie sfântă. Sub semnul sfânt al speranței se strâng pașnicii luptători și repede evoluează afacerea prin munca celor care speră. Puternic stau ziduri milenare între popoarele divizate; însă vor sări în lături barierele încăpățânate dezbătute de sfânta dragoste. Pe temelia unei limbi neutre, înțelegându-se reciproc popoarele vor forma în armonie un mare cerc familial. Colegii noștri sârguincioși nu vor obosi în munca pentru pace, până când frumosul vis al omenirii nu se va desăvârși pentru totdeauna. |

## Videouri
- Cântat de Aiko Asano ft. Andrej Korobejnikov
- Versiune instrumentală
- Versiune instrumentală, marș